# Władysław Okolicsany
Władysław Okolicsany (XVII/XVIII w.) – podżupan liptowski. W 1713 roku przewodniczył rozprawie sądowej, w wyniku której Janosik został skazany na śmierć.